# Discographie de David Guetta
La discographie de David Guetta se compose de sept albums studios, trente-quatre singles, ainsi que plusieurs titres non officiels.
En 2001, David Guetta sort son premier single connu Just a Little More Love avec le chanteur américain Chris Willis. Dans la même année, trois singles sont extraits de cet album : Love Don't Let Me Go, People Come, People Go avec Chris Willis et Give Me Something avec Barbara Tucker.
Le second album Guetta Blaster sort en 2004. Quatre singles sont extraits : Money avec Chris Willis et Moné, Stay avec Chris Willis, The World Is Mine, et In Love with Myself avec JD Davis. En 2006, Love Don't Let Me Go est repris par le Dj Tocadisco, un bootleg avec le titre Walking Away du groupe The Egg. Le nouveau titre Love Don't Let Me Go (Walking Away) dépasse le succès de l'original dans les hit-parades.
En 2007, un troisième album studio intitulé Pop Life sort ; cinq singles sont extraits Love Is Gone, Baby When the Light, Delirious, Tomorrow Can Wait et Everytime We Touch. Cet album rencontre le succès en Europe mais surtout en France, au Royaume-Uni et en Irlande.
Le quatrième album studio, One Love sort en août 2009 ; cet album rencontre un très grand succès, atteignant la première place en France, la deuxième place au Royaume-Uni, le single When Love Takes Over offre le premier numéro un au Royaume-Uni pour David Guetta, Sexy Bitch, le deuxième numéro un, Gettin' Over You le troisième. Lors de la 52e cérémonie des Grammy Awards, il est nommé dans trois catégories Meilleur enregistrement dance, Meilleur remix pour When Love Takes Over. Meilleur album Dance/Électronique.
L'album est réédité sous le titre One More Love, le 29 novembre 2010 incluant le nouveau single en collaboration avec le chanteuse Rihanna : Who's That Chick. Le cinquième album studio Nothing But the Beat sort en août 2011. Il a vendu plus de 3 millions d'albums dans le monde.

## Albums

### Albums studio
| Titre                                                                          | Détails | Meilleures positions | Meilleures positions | Meilleures positions | Meilleures positions | Meilleures positions | Meilleures positions | Meilleures positions | Meilleures positions | Meilleures positions | Meilleures positions | Meilleures positions | Certifications |
| Titre                                                                          | Détails | FRA                  | ALL                  | AUS                  | AUT                  | BEL (FL)             | BEL (WAL)            | É-U                  | P-B                  | R-U                  | SUÈ                  | SUI                  | Certifications |
| ------------------------------------------------------------------------------ | --- | -------------------- | -------------------- | -------------------- | -------------------- | -------------------- | -------------------- | -------------------- | -------------------- | -------------------- | -------------------- | -------------------- | --- |
| Just a Little More Love                                                        | - Date de sortie : 10 juin 2002 - Label : Virgin - Formats : LP, CD                                                  | 6                    | —                    | —                    | —                    | —                    | 43                   | —                    | —                    | —                    | —                    | 17                   | - : 2 × Or |
| Guetta Blaster                                                                 | - Date de sortie : 13 septembre 2004 - Label : Virgin - Formats : LP, CD, téléchargement numérique                   | 11                   | —                    | —                    | —                    | —                    | 29                   | —                    | —                    | —                    | —                    | 45                   | - : Platine |
| Pop Life                                                                       | - Date de sortie : 18 juin 2007 - Label : Virgin - Formats : LP, CD, téléchargement numérique                        | 2                    | —                    | —                    | 31                   | 83                   | 4                    | —                    | —                    | 44                   | —                    | 8                    | - : Platine - : Platine |
| One Love                                                                       | - Date de sortie : 21 août 2009 - Label: Virgin - Formats: LP, CD, téléchargement numérique                          | 1                    | 2                    | 4                    | 3                    | 2                    | 1                    | 70                   | 4                    | 2                    | 33                   | 2                    | - : Diamant - : 2 × Platine - : 2 × Platine - : 2 × Platine - : 5 × Or - : 2 × Platine - : 2 × Platine - : 3 × Platine - : Platine - : Platine                |
| Nothing but the Beat                                                           | - Date de sortie : 26 août 2011 - Label : Virgin, EMI - Formats : LP, CD, téléchargement numérique                   | 1                    | 1                    | 3                    | 1                    | 2                    | 1                    | 5                    | 3                    | 2                    | 19                   | 1                    | - : Diamant - : 2 × Platine - : 2 × Platine - : 5 × Or - : Platine - : Platine - : 2 × Platine - : Or - : 2 × Platine - : 2 × Platine - : Platine - : Platine |
| Listen                                                                         | - Date de sortie : 21 novembre 2014 - Label : What a Music, Parlophone - Formats : LP, CD, téléchargement numérique  | 3                    | 3                    | 11                   | 3                    | 4                    | 6                    | 4                    | 11                   | 8                    | 6                    | 2                    | - : 2 × Platine - : Or - : Or - : Or - : 2 × Platine - : Or - : Platine - : Or - : Or                                                                         |
| 7                                                                              | - Date de sortie : 14 septembre 2018 - Label : What a Music, Parlophone - Formats : LP, CD, téléchargement numérique | 4                    | 7                    | 9                    | 7                    | 9                    | 5                    | 37                   | 9                    | 9                    | 13                   | 2                    | - : Or - : Or - : 2 × Platine - : Or |
| « — » signifie que l'album ne s'est pas classé dans le pays ou n'est pas sorti | |                      |                      |                      |                      |                      |                      |                      |                      |                      |                      |                      | |

### DJ Mixes
| Titre                                                                          | Année | Meilleures positions | Meilleures positions | Meilleures positions | Meilleures positions |
| Titre                                                                          | Année | FRA                  | AUT                  | BEL (WAL)            | SUI                  |
| ------------------------------------------------------------------------------ | ----- | -------------------- | -------------------- | -------------------- | -------------------- |
| F*** Me I'm Famous (2003)                                                      | 2003  | —                    | —                    | 39                   | 82                   |
| F*** Me I'm Famous – Ibiza Mix 06                                              | 2006  | —                    | —                    | 62                   | —                    |
| F*** Me I'm Famous – Ibiza Mix 08                                              | 2008  | 8                    | —                    | —                    | —                    |
| F*** Me I'm Famous Vol. 2 (2008)                                               | 2008  | —                    | —                    | —                    | 6                    |
| F*** Me I'm Famous – Ibiza Mix 2009                                            | 2009  | —                    | —                    | —                    | 9                    |
| F*** Me I'm Famous – Ibiza Mix 2010                                            | 2010  | —                    | 19                   | —                    | 6                    |
| F*** Me I'm Famous – Ibiza Mix 2011                                            | 2011  | 3                    | 17                   | —                    | 2                    |
| F*** Me I'm Famous – Ibiza Mix 2012                                            | 2012  | —                    | —                    | —                    | —                    |
| F*** Me I'm Famous – Ibiza Mix 2013                                            | 2013  | —                    | —                    | —                    | —                    |
| « — » signifie que l'album ne s'est pas classé dans le pays ou n'est pas sorti |       |                      |                      |                      |                      |

### Best of
| Titre                              | Année | Meilleure position |
| Titre                              | Année | FRA                |
| ---------------------------------- | ----- | ------------------ |
| Pop Life / Guetta Blaster          | 2009  | 135                |
| Just a Little More Love / Pop Life | 2011  | 114                |

## Singles

### Artiste principal
| Single | Année | Meilleure positions | Meilleure positions | Meilleure positions | Meilleure positions | Meilleure positions | Meilleure positions | Meilleure positions | Meilleure positions | Meilleure positions | Meilleure positions | Meilleure positions | Certifications | Album                                                                  |
| Single | Année | FRA                 | ALL                 | AUS                 | AUT                 | BEL (FL)            | BEL (WAL)           | É-U                 | P-B                 | R-U                 | SUÈ                 | SUI                 | Certifications | Album                                                                  |
| --- | ----- | ------------------- | ------------------- | ------------------- | ------------------- | ------------------- | ------------------- | ------------------- | ------------------- | ------------------- | ------------------- | ------------------- | --- | ---------------------------------------------------------------------- |
| Nation Rap (avec Sidney) | 1990  | —                   | —                   | —                   | —                   | —                   | —                   | —                   | —                   | —                   | —                   | —                   | |                                                                        |
| Up & Away (avec Robert Owens) | 1994  | —                   | —                   | —                   | —                   | —                   | —                   | —                   | —                   | —                   | —                   | —                   | |                                                                        |
| Just a Little More Love (featuring Chris Willis)                                                                                      | 2001  | 29                  | —                   | —                   | —                   | —                   | —                   | —                   | 80                  | 19                  | —                   | 59                  | | Just a Little More Love                                                |
| Love Don't Let Me Go (featuring Chris Willis)                                                                                         | 2002  | 4                   | —                   | —                   | —                   | 10                  | 7                   | —                   | 37                  | 46                  | —                   | 13                  | - : Or - : Or | Just a Little More Love                                                |
| People Come, People Go (featuring Chris Willis)                                                                                       | 2002  | 42                  | —                   | —                   | —                   | —                   | —                   | —                   | —                   | —                   | —                   | 54                  | | Just a Little More Love                                                |
| Give Me Something (featuring Barbara Tucker)                                                                                          | 2002  | —                   | —                   | —                   | —                   | —                   | —                   | —                   | —                   | —                   | —                   | —                   | | Just a Little More Love                                                |
| Just for One Day (Heroes) (vs. David Bowie)                                                                                           | 2003  | 54                  | —                   | —                   | —                   | —                   | —                   | —                   | —                   | 73                  | —                   | —                   | | Fuck Me I'm Famous 2003                                                |
| Money (featuring Chris Willis & Moné)                                                                                                 | 2004  | 63                  | —                   | —                   | —                   | —                   | —                   | —                   | —                   | —                   | —                   | 52                  | | Guetta Blaster                                                         |
| Stay (featuring Chris Willis) | 2004  | 18                  | —                   | —                   | —                   | —                   | 19                  | —                   | —                   | 78                  | —                   | 82                  | | Guetta Blaster                                                         |
| The World Is Mine (featuring JD Davis)                                                                                                | 2004  | 16                  | —                   | —                   | —                   | 13                  | 15                  | —                   | 49                  | 49                  | —                   | 40                  | | Guetta Blaster                                                         |
| In Love with Myself (featuring JD Davis)                                                                                              | 2005  | —                   | —                   | —                   | —                   | —                   | —                   | —                   | —                   | —                   | —                   | 46                  | | Guetta Blaster                                                         |
| Love Don't Let Me Go (Walking Away) (vs. The Egg featuring Chris Willis)                                                              | 2006  | 11                  | 50                  | 32                  | 74                  | 4 2                 | 13                  | —                   | 60                  | 3                   | 25                  | 19                  | - : Argent | Fuck Me I'm Famous – Ibiza Mix 06                                      |
| Love Is Gone (avec Chris Willis) | 2007  | 3                   | 36                  | —                   | 15                  | 21                  | 9                   | 98                  | 10                  | 9                   | 9                   | 11                  | - : Or - : Or - : Argent | Pop Life                                                               |
| Baby When the Light (featuring Cozi)                                                                                                  | 2007  | 6                   | 59                  | —                   | 62                  | 15                  | 5                   | —                   | 30                  | 50                  | 35                  | 25                  | - : Or | Pop Life                                                               |
| Delirious (featuring Tara McDonald)                                                                                                   | 2008  | 16                  | 59                  | —                   | 27                  | 17                  | 2                   | —                   | 18                  | —                   | 51                  | 16                  | | Pop Life                                                               |
| Tomorrow Can Wait (avec Chris Willis vs. Tocadisco)                                                                                   | 2008  | 7                   | 56                  | —                   | 47                  | 44                  | 19                  | —                   | 35                  | 84                  | —                   | 43                  | | Pop Life                                                               |
| Everytime We Touch (avec Chris Willis & Steve Angello & Sebastian Ingrosso)                                                           | 2009  | —                   | —                   | —                   | —                   | —                   | —                   | —                   | 46                  | 68                  | —                   | 97                  | | Pop Life                                                               |
| When Love Takes Over (featuring Kelly Rowland)                                                                                        | 2009  | 2                   | 2                   | 6                   | 3                   | 2                   | 1                   | 76                  | 5                   | 1                   | 2                   | 1                   | - : Or - : Platine - : 2 × Platine - : 2 × Platine - : Or - : Or - : Platine - : Platine - : 2 × Platine - : Platine - : Or                                                | One Love                                                               |
| Sexy Bitch (featuring Akon) | 2009  | 2                   | 1                   | 1                   | 1                   | 1                   | 1                   | 5                   | 4                   | 1                   | 2                   | 2                   | - : Diamant - : Platine - : 5 × Platine - : Platine - : Platine - : Or - : 3 × Platine - : 2 × Platine - : 3 × Platine - : 4 × Platine - : 2 × Platine - : Platine         | One Love                                                               |
| GRRRR | 2009  | —                   | —                   | —                   | —                   | 8                   | 4                   | —                   | —                   | —                   | —                   | —                   | | Fuck Me I'm Famous – Ibiza Mix 2009                                    |
| One Love (featuring Estelle) | 2009  | 46                  | 18                  | 36                  | 20                  | —                   | —                   | —                   | 53                  | 46                  | —                   | 48                  | | One Love                                                               |
| Revolver (One Love remix) (vs. Madonna featuring Lil Wayne)                                                                           | 2009  | 25                  | —                   | —                   | —                   | 21                  | 12                  | —                   | —                   | —                   | —                   | —                   | | Celebration                                                            |
| Memories (featuring Kid Cudi) | 2010  | 5                   | 6                   | 3                   | 2                   | 2                   | 1                   | 46                  | 3                   | 15                  | 14                  | 7                   | - : Or - : 2 × Platine - : 2 × Platine - : 2 × Platine - : Platine - : Platine - : 2 × Platine - : 2 × Platine                                                             | One Love                                                               |
| Gettin' Over You (avec Chris Willis featuring Fergie & LMFAO)                                                                         | 2010  | 1                   | 15                  | 5                   | 4                   | 18                  | 12                  | 31                  | 31                  | 1                   | 28                  | 11                  | - : Platine - : 2 × Platine - : Or - : Platine - : Platine - : Platine | One More Love                                                          |
| Louder Than Words (avec Afrojack featuring Niles Mason)                                                                               | 2010  | —                   | 39                  | —                   | 35                  | —                   | —                   | —                   | —                   | —                   | —                   | —                   | | One More Love                                                          |
| Who's That Chick? (featuring Rihanna)                                                                                                 | 2010  | 5                   | 6                   | 7                   | 4                   | 6                   | 1                   | 51                  | 16                  | 6                   | 14                  | 8                   | - : Platine - : 2 × Platine - : Or - : Or - : Or - : Platine - : Platine                                                                                                   | One More Love                                                          |
| Sweat (vs. Snoop Dogg) | 2011  | 1                   | 2                   | 1                   | 1                   | 2                   | 1                   | —                   | 6                   | 4                   | 9                   | 2                   | - : Platine - : 4 × Platine - : 2 × Platine - : Or - : Platine - : Or - : Platine - : Platine - : Platine                                                                  | Nothing but the Beat                                                   |
| Where Them Girls At (featuring Flo Rida & Nicki Minaj)                                                                                | 2011  | 4                   | 5                   | 6                   | 3                   | 4                   | 2                   | 14                  | 18                  | 3                   | 7                   | 3                   | - : Or - : 2 × Platine - : Or - : Or - : Platine - : Platine - : Or - : 2 × Platine - : Platine - : Platine - : Or                                                         | Nothing but the Beat                                                   |
| Little Bad Girl (featuring Taio Cruz & Ludacris)                                                                                      | 2011  | 3                   | 5                   | 15                  | 5                   | 10                  | 5                   | 70                  | 9                   | 4                   | 7                   | 7                   | - : Platine - : Or - : Or - : Or - : Or - : Or | Nothing but the Beat                                                   |
| Without You (featuring Usher) | 2011  | 6                   | 7                   | 6                   | 5                   | 5                   | 5                   | 4                   | 5                   | 6                   | 5                   | 3                   | - : 4 × Platine - : Or - : Or - : Or - : 2 × Platine - : 2 × Platine - : Platine - : Or - : Platine - : Platine                                                            | Nothing but the Beat                                                   |
| Titanium (featuring Sia) | 2011  | 3                   | 5                   | 5                   | 3                   | 10                  | 4                   | 7                   | 4                   | 1                   | 3                   | 9                   | - : Or - : 2 × Platine - : 5 × Platine - : Platine - : Platine - : 5 × Platine - : 2 × Platine - : 3 × Platine - : 5 × Platine - : 2 × Platine - : Platine - : 2 × Platine | Nothing but the Beat                                                   |
| Turn Me On (featuring Nicki Minaj) | 2012  | 10                  | 6                   | 3                   | 5                   | 23                  | 10                  | 4                   | 68                  | 8                   | 29                  | 6                   | - : Or - : 3 × Platine - : Or - : 3 × Platine - : 2 × Platine - : Or - : Platine - : Platine - : 2 × Platine - : Platine                                                   | Nothing but the Beat                                                   |
| The Alphabeat | 2012  | 44                  | 85                  | —                   | —                   | —                   | —                   | —                   | 88                  | —                   | —                   | —                   | | Nothing but the Beat                                                   |
| I Can Only Imagine (featuring Chris Brown & Lil Wayne)                                                                                | 2012  | 40                  | 32                  | 47                  | 17                  | —                   | —                   | 44                  | 98                  | 18                  | —                   | 15                  | - : Or | Nothing but the Beat                                                   |
| She Wolf (Falling to Pieces) (featuring Sia)                                                                                          | 2012  | 4                   | 3                   | 11                  | 3                   | 7                   | 5                   | —                   | 6                   | 8                   | 6                   | 4                   | - : Or - : Or - : 2 × Platine - : Or - : Or - : Or - : 2 × Platine - : Platine - : Platine - : Or                                                                          | Nothing but the Beat 2.0                                               |
| Metropolis (avec Nicky Romero) | 2012  | 41                  | —                   | —                   | —                   | —                   | —                   | —                   | —                   | —                   | —                   | —                   | | Nothing but the Beat 2.0                                               |
| Just One Last Time (featuring Taped Rai)                                                                                              | 2012  | 14                  | 45                  | —                   | 31                  | 41                  | 18                  | —                   | 100                 | 20                  | —                   | 44                  | | Nothing but the Beat 2.0                                               |
| Play Hard (avec Ne-Yo & Akon) | 2013  | 7                   | 8                   | 16                  | 10                  | 7                   | 5                   | 64                  | 37                  | 6                   | 26                  | 3                   | - : Or - : Platine - : Platine - : Or - : Platine - : Platine - : 3 × Platine - : Or - : Platine - : Or                                                                    | Nothing but the Beat 2.0                                               |
| Ain't a Party (avec Glowinthedark & Harrison)                                                                                         | 2013  | 45                  | 46                  | 76                  | 30                  | —                   | —                   | —                   | —                   | —                   | —                   | 57                  | | Fuck Me I'm Famous – Ibiza Mix 2013                                    |
| Shot Me Down (featuring Skylar Grey)                                                                                                  | 2014  | 6                   | 13                  | 3                   | 9                   | 11                  | 3                   | —                   | 8                   | 4                   | 16                  | 6                   | - : Or - : 2 × Platine - : Or - : Or - : Or - : 2 × Platine - : Or - : Platine                                                                                             | Lovers on the Sun EP                                                   |
| Bad (avec Showtek & Vassy) | 2014  | 6                   | 19                  | 5                   | 15                  | 9                   | 6                   | —                   | 13                  | 22                  | 2                   | 28                  | - : 5 × Platine - : 2 × Platine - : Or - : Platine - : Platine - : Argent - : 5 × Platine - : Platine                                                                      | Lovers on the Sun EP                                                   |
| Blast Off (avec Kaz James) | 2014  | 33                  | —                   | —                   | —                   | —                   | —                   | —                   | —                   | —                   | —                   | —                   | | Lovers on the Sun EP                                                   |
| Lovers on the Sun (avec Sam Martin)                                                                                                   | 2014  | 5                   | 1                   | 2                   | 1                   | 4                   | 4                   | —                   | 9                   | 1                   | 4                   | 2                   | - : 3 × Platine - : Platine - : 2 × Platine - : Platine - : Platine - : 3 × Platine - : Or                                                                                 | Listen                                                                 |
| Dangerous (avec Sam Martin) | 2014  | 1                   | 1                   | 7                   | 1                   | 4                   | 1                   | 56                  | 3                   | 5                   | 5                   | 1                   | - : Platine - : Platine - : Or - : Or - : Or - : Platine - : 2 × Platine - : Or - : Platine - : 3 × Platine - : Platine                                                    | Listen                                                                 |
| What I Did for Love (avec Emeli Sandé)                                                                                                | 2015  | 30                  | 16                  | 20                  | 10                  | 24                  | 35                  | —                   | 56                  | 6                   | 58                  | 37                  | - : Or - : Or - : Platine - : Or | Listen                                                                 |
| Hey Mama (avec Nicki Minaj & Bebe Rexha & Afrojack)                                                                                   | 2015  | 6                   | 9                   | 5                   | 5                   | 9                   | 9                   | 8                   | 10                  | 9                   | 6                   | 10                  | - : Platine - : 2 × Platine - : Or - : 2 × Platine - : 3 × Platine - : 4 × Platine - : 2 × Platine - : Platine - : Platine - : 2 × Platine - : Platine - : Platine         | Listen                                                                 |
| Sun Goes Down (avec Showtek & Magic! & Sonny Wilson)                                                                                  | 2015  | 37                  | 67                  | —                   | —                   | —                   | —                   | —                   | —                   | —                   | —                   | —                   | | Listen                                                                 |
| Clap Your Hands (avec Glowinthedark)                                                                                                  | 2015  | 166                 | —                   | —                   | —                   | —                   | —                   | —                   | —                   | —                   | —                   | —                   | | Listen Again                                                           |
| Bang My Head (avec Sia & Fetty Wap)                                                                                                   | 2015  | 3                   | 24                  | 21                  | 16                  | 25                  | 2                   | 76                  | 19                  | 18                  | 19                  | 18                  | - : Diamant - : Or - : Or - : Or - : 2 × Platine - : Platine - : Platine - : Platine - : Or                                                                                | Listen Again                                                           |
| No Worries (avec Disciples) | 2016  | —                   | —                   | 90                  | —                   | —                   | —                   | —                   | —                   | —                   | —                   | —                   | |                                                                        |
| This One's for You (avec Zara Larsson)                                                                                                | 2016  | 1                   | 1                   | 67                  | 2                   | 10                  | 2                   | —                   | 6                   | 16                  | 3                   | 1                   | - : Diamant - : Or - : Or - : Platine - : 3 × Platine - : Or - : 4 × Platine - : Or - : Or                                                                                 |                                                                        |
| Would I Lie to You (avec Cedric Gervais & Chris Willis)                                                                               | 2016  | 20                  | 2                   | —                   | 2                   | 34                  | 23                  | —                   | —                   | —                   | 80                  | 24                  | - : Or - : Platine - : Or - : Or |                                                                        |
| Shed a Light (avec Robin Schulz & Cheat Codes)                                                                                        | 2016  | 44                  | 6                   | 23                  | 7                   | —                   | 26                  | —                   | 20                  | 24                  | 36                  | 19                  | - : Or - : Platine - : Platine - : Or - : 2 × Platine - : Argent | Uncovered                                                              |
| Light My Body Up (avec Nicki Minaj & Lil Wayne)                                                                                       | 2017  | 16                  | 33                  | 29                  | 47                  | —                   | —                   | —                   | —                   | 64                  | 55                  | 39                  | |                                                                        |
| Another Life (avec Afrojack & Ester Dean)                                                                                             | 2017  | 115                 | —                   | —                   | 73                  | —                   | —                   | —                   | 64                  | —                   | —                   | 65                  | |                                                                        |
| 2U (avec Justin Bieber) | 2017  | 3                   | 3                   | 2                   | 2                   | 3                   | 8                   | 16                  | 5                   | 5                   | 2                   | 2                   | - : Diamant - : Platine - : 2 × Platine - : Or - : Platine - : 2 × Platine - : Platine - : Platine - : Or - : Platine - : Platine                                          | 7                                                                      |
| Versace on the Floor (avec Bruno Mars)                                                                                                | 2017  | —                   | —                   | —                   | —                   | —                   | 8                   | 56                  | —                   | 80                  | —                   | —                   | | 24K Magic                                                              |
| Complicated (avec Dimitri Vegas & Like Mike & Kiiara)                                                                                 | 2017  | —                   | 77                  | —                   | 51                  | 4                   | 6                   | —                   | 53                  | —                   | 44                  | 37                  | - : Platine |                                                                        |
| Dirty Sexy Money (avec Afrojack & Charli XCX & French Montana)                                                                        | 2017  | 22                  | 46                  | 18                  | 46                  | —                   | 41                  | —                   | 60                  | 35                  | 82                  | 52                  | - : Or - : Platine - : Or - : Argent |                                                                        |
| So Far Away (avec Martin Garrix & Jamie Scott & Romy Dya)                                                                             | 2017  | 109                 | 8                   | —                   | 12                  | 39                  | 28                  | —                   | 14                  | 81                  | 30                  | 14                  | - : Or - : Or - : Or - : Or - : Or - : Platine |                                                                        |
| Helium (avec Afrojack & Sia) | 2018  | —                   | —                   | —                   | 64                  | —                   | —                   | —                   | —                   | —                   | —                   | 43                  | |                                                                        |
| Mad Love (avec Sean Paul & Becky G)                                                                                                   | 2018  | 39                  | 10                  | —                   | 33                  | —                   | 30                  | —                   | 17                  | 22                  | —                   | 36                  | - : Or - : Or - : Platine - : Or - : Or | Mad Love The Prequel                                                   |
| Like I Do (avec Martin Garrix & Brooks)                                                                                               | 2018  | 20                  | 23                  | —                   | 20                  | 42                  | —                   | —                   | 21                  | 29                  | 15                  | 22                  | - : Or - : Or - : Or - : Or - : Or - : Or | 7                                                                      |
| Flames (avec Sia) | 2018  | 2                   | 7                   | 19                  | 7                   | 7                   | 3                   | —                   | 4                   | 7                   | 9                   | 2                   | - : Diamant - : Platine - : 2 × Platine - : Platine - : Or - : Platine - : 2 × Platine - : 2 × Platine - : Or                                                              | 7                                                                      |
| Your Love (avec Showtek) | 2018  | 83                  | 70                  | —                   | —                   | —                   | —                   | —                   | —                   | —                   | 32                  | 53                  | |                                                                        |
| Don't Leave Me Alone (avec Anne-Marie)                                                                                                | 2018  | 50                  | 32                  | 43                  | 26                  | 27                  | 12                  | —                   | 39                  | 18                  | 25                  | 43                  | - : Or - : Platine - : Or - : Platine - : Or - : Or | 7                                                                      |
| Goodbye (en) (avec Jason Derulo & Nicki Minaj & Willy William)                                                                        | 2018  | 30                  | 47                  | 33                  | 57                  | 20                  | 15                  | —                   | 16                  | 26                  | 16                  | 50                  | - : Or - : Platine - : Or - : Or | 7                                                                      |
| Drive (avec Black Coffee featuring Delilah Montagu)                                                                                   | 2018  | —                   | —                   | —                   | —                   | —                   | —                   | —                   | —                   | —                   | —                   | —                   | - : Or | 7                                                                      |
| Ice Cold (avec Netsky) | 2018  | —                   | —                   | —                   | —                   | —                   | —                   | —                   | —                   | —                   | —                   | —                   | |                                                                        |
| Say My Name (avec Bebe Rexha & J Balvin)                                                                                              | 2018  | 8                   | 30                  | 70                  | 25                  | 23                  | 10                  | —                   | 10                  | 91                  | 30                  | 14                  | - : Diamant - : Or - : Or - : Or - : Or - : Argent - : Platine - : Or | 7                                                                      |
| Better When You're Gone (avec Brooks & Loote)                                                                                         | 2019  | 37                  | 59                  | —                   | 70                  | —                   | —                   | —                   | —                   | —                   | 49                  | 51                  | |                                                                        |
| Ring The Alarm (avec Nicky Romero) | 2019  | —                   | —                   | —                   | —                   | —                   | —                   | —                   | —                   | —                   | —                   | —                   | |                                                                        |
| This Ain't Techno (avec Tom Staar) | 2019  | —                   | —                   | —                   | —                   | —                   | —                   | —                   | —                   | —                   | —                   | —                   | |                                                                        |
| Stay (Don't Go Away) (featuring Raye)                                                                                                 | 2019  | 106                 | —                   | —                   | —                   | —                   | 15                  | —                   | —                   | 41                  | 72                  | —                   | - : Or - : Argent | Party Till Sunrise                                                     |
| Instagram (avec Dimitri Vegas & Like Mike & Afro Bros & Daddy Yankee & Natti Natasha)                                                 | 2019  | 56                  | 29                  | 45                  | —                   | 7                   | 24                  | —                   | 6                   | —                   | 99                  | 54                  | - : 2 × Platine - : Platine |                                                                        |
| Thing For You (avec Martin Solveig & Alex Hope)                                                                                       | 2019  | 20                  | —                   | —                   | —                   | —                   | —                   | —                   | —                   | 89                  | —                   | —                   | |                                                                        |
| Never Be Alone (avec Morten & Aloe Blacc)                                                                                             | 2019  | 27                  | —                   | —                   | —                   | —                   | —                   | —                   | —                   | —                   | —                   | 69                  | |                                                                        |
| Jump (avec Glowinthedark) | 2019  | —                   | —                   | —                   | —                   | —                   | —                   | —                   | —                   | —                   | —                   | —                   | |                                                                        |
| Make It To Heaven (avec Morten & Raye)                                                                                                | 2019  | 55                  | —                   | —                   | —                   | —                   | —                   | —                   | —                   | —                   | —                   | —                   | |                                                                        |
| Conversations in the Dark (avec John Legend)                                                                                          | 2020  | —                   | —                   | —                   | —                   | —                   | —                   | 86                  | —                   | —                   | —                   | —                   | - : Or |                                                                        |
| Detroit 3 AM (avec Morten) | 2020  | 97                  | —                   | —                   | —                   | —                   | —                   | —                   | —                   | —                   | —                   | —                   | |                                                                        |
| Kill Me Slow (avec Morten) | 2020  | 33                  | —                   | —                   | —                   | —                   | —                   | —                   | —                   | —                   | —                   | —                   | | New Rave                                                               |
| Pa' La Cultura (avec Human(X) & Sofía Reyes, Abraham Mateo, De La Ghetto, Zion & Lennox, Manuel Turizo, Lalo Ebratt, Thalía & Maejor) | 2020  | —                   | —                   | —                   | —                   | —                   | —                   | —                   | —                   | —                   | —                   | —                   | |                                                                        |
| Nothing (avec Morten) | 2020  | —                   | —                   | —                   | —                   | —                   | —                   | —                   | —                   | —                   | —                   | —                   | | New Rave                                                               |
| Let's Love (avec Sia) | 2020  | 6                   | 30                  | —                   | 55                  | 15                  | 2                   | —                   | 37                  | 53                  | —                   | 47                  | - : Platine - : Or - : Platine | Best Night of Your Life / New Year's Eve Party                         |
| Save My Life (avec Morten & Lovespeake)                                                                                               | 2020  | —                   | —                   | —                   | —                   | —                   | —                   | —                   | —                   | —                   | —                   | —                   | |                                                                        |
| Dreams (avec Morten & Lanie Gardner)                                                                                                  | 2020  | 35                  | —                   | —                   | —                   | —                   | —                   | —                   | —                   | —                   | —                   | —                   | |                                                                        |
| Memories 2021 (featuring Kid Cudi) | 2021  | 25                  | 50                  | —                   | 35                  | —                   | —                   | —                   | —                   | —                   | —                   | 33                  | |                                                                        |
| Big (avec Imanbek & Rita Ora & Gunna)                                                                                                 | 2021  | —                   | 95                  | —                   | —                   | —                   | —                   | —                   | —                   | 53                  | —                   | 68                  | | Bang                                                                   |
| Floating Through Space (avec Sia) | 2021  | 50                  | 56                  | —                   | 51                  | —                   | 19                  | —                   | 18                  | —                   | 55                  | 32                  | - : Platine - : Or | Music – Songs from and Inspired by the Motion Picture                  |
| Bed (avec Joel Corry & Raye) | 2021  | 137                 | 34                  | 20                  | 48                  | 9                   | 26                  | —                   | 7                   | 3                   | 76                  | 43                  | - : Or - : Or - : 2 × Platine - : Platine - : Platine - : Platine - : Platine                                                                                              | Another Friday Night                                                   |
| Hero (avec Afrojack) | 2021  | 192                 | —                   | —                   | —                   | —                   | —                   | —                   | 14                  | —                   | —                   | —                   | |                                                                        |
| Get Together | 2021  | —                   | —                   | —                   | —                   | —                   | —                   | —                   | —                   | —                   | —                   | —                   | |                                                                        |
| Heartbreak Anthem (avec Galantis & Little Mix)                                                                                        | 2021  | —                   | 57                  | 46                  | 53                  | 30                  | —                   | —                   | 23                  | 3                   | 36                  | 51                  | - : Or - : Or - : 2 × Platine - : Or | Rx                                                                     |
| Shine Your Light (avec Master KG & Akon)                                                                                              | 2021  | —                   | —                   | —                   | —                   | —                   | 29                  | —                   | —                   | —                   | 96                  | —                   | |                                                                        |
| Impossible (avec Morten & John Martin)                                                                                                | 2021  | —                   | —                   | —                   | —                   | —                   | —                   | —                   | —                   | —                   | —                   | —                   | |                                                                        |
| Remember (avec Becky Hill) | 2021  | —                   | —                   | —                   | 87                  | 42                  | —                   | —                   | 6                   | 3                   | 51                  | —                   | - : Platine - : 3 × Platine - : Or - : Or - : Or | Only Honest on the Weekend                                             |
| If You Really Love Me (How Will I Know) (avec MistaJam & John Newman)                                                                 | 2021  | —                   | 40                  | —                   | 39                  | —                   | —                   | —                   | —                   | 27                  | —                   | 66                  | - : Or - : Or | Memories of Summer                                                     |
| Titanium (David Guetta & Morten Future Rave Remix) (avec Sia)                                                                         | 2021  | —                   | —                   | —                   | —                   | —                   | —                   | —                   | —                   | —                   | 84                  | 83                  | |                                                                        |
| Get Together (Tuborg Open Mix) (avec Devito)                                                                                          | 2021  | —                   | —                   | —                   | —                   | —                   | —                   | —                   | —                   | —                   | —                   | —                   | |                                                                        |
| Family (avec Bebe Rexha & Ty Dolla $ign & A Boogie wit da Hoodie)                                                                     | 2021  | —                   | —                   | —                   | —                   | —                   | —                   | —                   | —                   | —                   | —                   | 78                  | |                                                                        |
| Alive Again (avec Morten & Roland Clark)                                                                                              | 2021  | —                   | —                   | —                   | —                   | —                   | —                   | —                   | —                   | —                   | —                   | —                   | |                                                                        |
| God is a DJ (vs. Faithless) | 2021  | —                   | —                   | —                   | —                   | —                   | —                   | —                   | —                   | —                   | —                   | —                   | |                                                                        |
| Permanence (avec Morten) | 2022  | —                   | —                   | —                   | —                   | —                   | —                   | —                   | —                   | —                   | —                   | —                   | |                                                                        |
| RedruM (avec Sorana) | 2022  | —                   | —                   | —                   | —                   | —                   | —                   | —                   | 71                  | —                   | —                   | —                   | |                                                                        |
| Silver Screen (Shower Scene) (avec Felix da Housecat & Miss Kittin)                                                                   | 2022  | —                   | —                   | —                   | —                   | —                   | —                   | —                   | —                   | —                   | —                   | —                   | |                                                                        |
| Trampoline (avec Afrojack & Missy Elliott & Bia & Doechii)                                                                            | 2022  | —                   | —                   | —                   | —                   | —                   | —                   | —                   | —                   | —                   | —                   | —                   | |                                                                        |
| What Would You Do? (avec Joel Corry & Bryson Tiller)                                                                                  | 2022  | —                   | —                   | —                   | —                   | —                   | —                   | —                   | 75                  | 21                  | —                   | —                   | - : Or | Another Friday Night                                                   |
| Crazy What Love Can Do (avec Becky Hill & Ella Henderson)                                                                             | 2022  | 56                  | 26                  | —                   | 64                  | 12                  | 13                  | —                   | 13                  | 5                   | 57                  | 29                  | - : Platine - : Or - : 2 × Platine - : Platine - : Platine - : 2 × Platine                                                                                                 | Only Honest on the Weekend (Deluxe) / Everything I Didn't Say and More |
| On Repeat (avec Robin Schulz) | 2022  | —                   | —                   | —                   | —                   | —                   | —                   | —                   | —                   | —                   | —                   | —                   | | Pink                                                                   |
| Don't You Worry (avec Black Eyed Peas & Shakira)                                                                                      | 2022  | 14                  | 43                  | —                   | 12                  | 37                  | 5                   | —                   | 39                  | —                   | —                   | 51                  | - : Diamant - : Or - : Or - : 2 × Platine - : 2 × Platine | Elevation                                                              |
| The Drop (avec Dimitri Vegas & Nicole Scherzinger & Azteck)                                                                           | 2022  | —                   | —                   | —                   | —                   | —                   | —                   | —                   | —                   | —                   | —                   | —                   | |                                                                        |
| Family Affair (Dance for Me) | 2022  | —                   | —                   | —                   | —                   | —                   | —                   | —                   | —                   | —                   | —                   | —                   | |                                                                        |
| Take Me Back (avec Lewis Thompson) | 2022  | —                   | —                   | —                   | —                   | —                   | —                   | —                   | —                   | —                   | —                   | —                   | |                                                                        |
| Satisfaction 2022 (vs. Benny Benassi)                                                                                                 | 2022  | —                   | —                   | —                   | —                   | —                   | —                   | —                   | —                   | —                   | —                   | —                   | |                                                                        |
| I'm Good (Blue) (avec Bebe Rexha) | 2022  | 4                   | 1                   | 1                   | 1                   | 1                   | 1                   | 4                   | 1                   | 1                   | 1                   | 1                   | - : Diamant - : Platine - : 4 × Platine - : 4 × Platine - : 2 × Platine - : 3 × Platine - : 4 × Platine - : 9 × Platine - : 3 × Platine - : 8 × Platine                    | Bebe                                                                   |
| Living Without You (avec Sigala & Sam Ryder)                                                                                          | 2022  | —                   | —                   | —                   | —                   | —                   | —                   | —                   | —                   | 48                  | —                   | —                   | | There's Nothing but Space, Man! / Every Cloud                          |
| It's Ours (avec Artbat & Idris Elba)                                                                                                  | 2022  | —                   | —                   | —                   | —                   | —                   | —                   | —                   | —                   | —                   | —                   | —                   | |                                                                        |
| Element (avec Morten) | 2022  | —                   | —                   | —                   | —                   | —                   | —                   | —                   | —                   | —                   | —                   | —                   | | Episode 2                                                              |
| You Can't Change Me (avec Morten & Raye)                                                                                              | 2022  | —                   | —                   | —                   | —                   | —                   | —                   | —                   | —                   | —                   | —                   | —                   | | Episode 2                                                              |
| Damn (You've Got Me Saying) (avec Galantis & MNEK)                                                                                    | 2022  | —                   | —                   | —                   | —                   | —                   | —                   | —                   | —                   | —                   | —                   | —                   | | Rx                                                                     |
| Vibra (avec Anuel AA) | 2022  | —                   | —                   | —                   | —                   | —                   | —                   | —                   | —                   | —                   | —                   | —                   | | LLNM2                                                                  |
| Saturday/Sunday (avec Jason Derulo)                                                                                                   | 2023  | —                   | —                   | —                   | —                   | —                   | —                   | —                   | —                   | —                   | —                   | —                   | |                                                                        |
| The Freaks (avec Marten Hørger) | 2023  | —                   | —                   | —                   | —                   | —                   | —                   | —                   | —                   | —                   | —                   | —                   | |                                                                        |
| Here We Go Again (avec Oliver Tree)                                                                                                   | 2023  | —                   | —                   | —                   | —                   | —                   | —                   | —                   | —                   | —                   | —                   | 99                  | |                                                                        |
| Baby Don't Hurt Me (avec Anne-Marie & Coi Leray)                                                                                      | 2023  | 20                  | 9                   | 67                  | 13                  | 10                  | 4                   | 48                  | 8                   | 13                  | 36                  | 6                   | - : Diamant - : Or - : Platine - : Platine - : 2 × Platine - : 2 × Platine - : 3 × Platine                                                                                 | Unhealthy                                                              |
| Be My Lover (2023 Mix) (avec Hypaton & La Bouche)                                                                                     | 2023  | 152                 | —                   | —                   | —                   | —                   | —                   | —                   | —                   | —                   | —                   | —                   | - : Or - : Platine |                                                                        |
| Live Without Love (avec Shouse) | 2023  | —                   | —                   | —                   | —                   | —                   | —                   | —                   | —                   | —                   | —                   | —                   | |                                                                        |
| Lost in the Rhythm (avec Morten) | 2023  | —                   | —                   | —                   | —                   | —                   | —                   | —                   | —                   | —                   | —                   | —                   | |                                                                        |
| Where You Want (avec Riton & Jozzy)                                                                                                   | 2023  | —                   | —                   | —                   | —                   | —                   | —                   | —                   | —                   | —                   | —                   | —                   | |                                                                        |
| She Knows (avec Dimitri Vegas & Like Mike & Afro Bros & Akon)                                                                         | 2023  | —                   | —                   | —                   | —                   | 15                  | 30                  | —                   | 15                  | —                   | —                   | —                   | |                                                                        |
| Something To Hold On To (avec Morten & Clementine Douglas)                                                                            | 2023  | —                   | —                   | —                   | —                   | —                   | —                   | —                   | —                   | —                   | —                   | —                   | |                                                                        |
| One in a Million (avec Bebe Rexha) | 2023  | —                   | —                   | —                   | —                   | 26                  | 27                  | —                   | 28                  | 79                  | —                   | —                   | | New Year's Eve Party                                                   |
| On My Love (avec Zara Larsson) | 2023  | 44                  | 80                  | —                   | —                   | —                   | —                   | —                   | 75                  | 15                  | 3                   | 56                  | - : Or - : Or - : Or | Venus                                                                  |
| Big FU (avec Ayra Starr & Lil Durk)                                                                                                   | 2023  | —                   | —                   | —                   | —                   | —                   | —                   | —                   | —                   | —                   | —                   | —                   | | New Year's Eve Party                                                   |
| When We Were Young (The Logical Song) (avec Kim Petras)                                                                               | 2023  | 45                  | 29                  | —                   | 62                  | 14                  | 8                   | —                   | 11                  | 51                  | 87                  | 32                  | - : Platine - : Argent - : Platine | New Year's Eve Party                                                   |
| Vocation (avec Ozuna) | 2023  | —                   | —                   | —                   | —                   | —                   | —                   | —                   | —                   | —                   | —                   | —                   | | Cosmo                                                                  |
| All Night Long (avec Kungs & Izzy Bizu)                                                                                               | 2024  | 118                 | —                   | —                   | —                   | —                   | —                   | —                   | —                   | —                   | —                   | —                   | |                                                                        |
| Perfect (Exceeder) (avec Mason & Princess Superstar)                                                                                  | 2024  | —                   | —                   | —                   | —                   | —                   | —                   | —                   | —                   | —                   | —                   | —                   | |                                                                        |
| Lighter (avec Galantis & 5 Seconds of Summer)                                                                                         | 2024  | —                   | —                   | —                   | —                   | 28                  | —                   | —                   | 78                  | 78                  | —                   | —                   | | Rx                                                                     |
| The Future Is Now / The Truth (avec Morten)                                                                                           | 2024  | —                   | —                   | —                   | —                   | —                   | —                   | —                   | —                   | —                   | —                   | —                   | |                                                                        |
| I Don't Wanna Wait (avec OneRepublic)                                                                                                 | 2024  | 13                  | 10                  | —                   | 8                   | 10                  | 4                   | 96                  | 12                  | 19                  | 12                  | 7                   | - : Diamant - : Or - : Platine - : Or - : Or - : Platine - : Platine - : Or                                                                                                | Artificial Paradise (Deluxe)                                           |
| Feeling Good (avec Hypaton) | 2024  | —                   | —                   | —                   | —                   | —                   | —                   | —                   | —                   | —                   | —                   | —                   | |                                                                        |
| Kill The Vibe (avec Morten & Prophecy)                                                                                                | 2024  | —                   | —                   | —                   | —                   | —                   | —                   | —                   | —                   | —                   | —                   | —                   | |                                                                        |
| Man In Finance (avec Girl On Couch & Billen Ted)                                                                                      | 2024  | —                   | 83                  | —                   | —                   | —                   | —                   | —                   | —                   | 89                  | —                   | 64                  | |                                                                        |
| In The Dark (avec Armin van Buuren & Aldae)                                                                                           | 2024  | —                   | —                   | —                   | —                   | 32                  | —                   | —                   | —                   | —                   | —                   | —                   | |                                                                        |
| Switch (avec Cedric Gervais) | 2024  | —                   | —                   | —                   | —                   | —                   | —                   | —                   | —                   | —                   | —                   | —                   | |                                                                        |
| Chills (Feel My Love) (avec Oliver Heldens & Fast Boy)                                                                                | 2024  | —                   | —                   | —                   | —                   | —                   | —                   | —                   | —                   | —                   | —                   | —                   | |                                                                        |
| Raving (avec Afrojack) | 2024  | —                   | —                   | —                   | —                   | —                   | —                   | —                   | —                   | —                   | —                   | —                   | |                                                                        |
| Cry Baby (avec Clean Bandit & Anne-Marie)                                                                                             | 2024  | —                   | —                   | —                   | —                   | 23                  | —                   | —                   | 85                  | 49                  | 95                  | —                   | |                                                                        |
| Never Going Home Tonight (avec Alesso & Madison Love)                                                                                 | 2024  | 125                 | —                   | —                   | —                   | 15                  | 23                  | —                   | 67                  | —                   | —                   | 77                  | |                                                                        |
| Let's Go (avec Jaden Bojsen & Sami Brielle)                                                                                           | 2024  | —                   | —                   | —                   | —                   | —                   | —                   | —                   | —                   | —                   | —                   | —                   | - : Platine |                                                                        |
| Forever Young (avec Ava Max & Alphaville)                                                                                             | 2024  | 37                  | 10                  | —                   | 36                  | —                   | 12                  | 90                  | 29                  | —                   | 70                  | 34                  | - : Platine - : Or |                                                                        |
| Supernova Love (avec Ive) | 2024  | —                   | —                   | —                   | —                   | —                   | —                   | —                   | —                   | —                   | —                   | —                   | |                                                                        |
| Home (avec Kiko & Olivier Giacomotto)                                                                                                 | 2024  | —                   | —                   | —                   | —                   | —                   | —                   | —                   | —                   | —                   | —                   | —                   | |                                                                        |
| Beautiful People (avec Sia) | 2025  | 42                  | 34                  | —                   | 73                  | 8                   | 5                   | —                   | 21                  | 55                  | —                   | 22                  | - : Or |                                                                        |
| Cuentale (avec Willy William & Nicky Jam)                                                                                             | 2025  | —                   | —                   | —                   | —                   | —                   | —                   | —                   | —                   | —                   | —                   | —                   | |                                                                        |
| Think Of Me (avec HUGEL, Kehlani & Daecolm)                                                                                           | 2025  | —                   | 79                  | —                   | —                   | 18                  | —                   | —                   | 96                  | —                   | —                   | —                   | |                                                                        |
| The Final Countdown 2025 (avec Hypaton & Europe)                                                                                      | 2025  | —                   | —                   | —                   | —                   | —                   | —                   | —                   | —                   | —                   | —                   | —                   | |                                                                        |
| A Better World (avec Cedric Gervais)                                                                                                  | 2025  | —                   | —                   | —                   | —                   | —                   | —                   | —                   | —                   | —                   | —                   | —                   | |                                                                        |
| Lighter (avec A7S, Wizkid) | 2025  | —                   | —                   | —                   | —                   | —                   | —                   | —                   | —                   | —                   | —                   | —                   | |                                                                        |
| Together (avec Hypaton, Bonnie Tyler)                                                                                                 | 2025  | —                   | —                   | —                   | —                   | —                   | —                   | —                   | —                   | —                   | —                   | —                   | |                                                                        |
| Our Time (avec Afrojack, Martin Garrix & Amél)                                                                                        | 2025  | —                   | —                   | —                   | —                   | —                   | —                   | —                   | —                   | —                   | —                   | —                   | |                                                                        |
| « — » signifie que le single n'est pas classé dans le pays ou n'est pas sorti.                                                        |       |                     |                     |                     |                     |                     |                     |                     |                     |                     |                     |                     | |                                                                        |

### Sous Jack Back
| Titre                                              | Année | Album |
| -------------------------------------------------- | ----- | ----- |
| Wild One Two (avec Nicky Romero & Sia)             | 2012  |       |
| Overtone                                           | 2018  | 7     |
| (It Happens) Sometimes                             | 2018  |       |
| Grenade                                            | 2018  | 7     |
| Reach For Me                                       | 2018  | 7     |
| Freedom (avec CeCe Rogers)                         | 2018  | 7     |
| 2000 Freaks Come Out (vs. Cevin Fisher)            | 2019  |       |
| Survivor / Put Down Your Phone (Low)               | 2019  |       |
| Body Beat (avec Tom Staar)                         | 2020  |       |
| Superstar DJ                                       | 2020  |       |
| I've Been Missing You (avec Guz & Ferreck Dawn)    | 2021  |       |
| Alive (avec Fancy Inc & Roland Clark)              | 2021  |       |
| Supercycle (avec Citizen Kain & Kiko)              | 2021  |       |
| Feeling                                            | 2022  |       |
| Case of the Ex (avec N.F.I. featuring Mya Francis) | 2023  |       |
| The Walk to Church (avec Wh0 & Roland Clark)       | 2023  |       |
| Give Me Something To Hold (avec Themba)            | 2024  |       |
| Freedom 2024 (avec CeCe Rogers)                    | 2024  |       |

### Pour Africanism All Stars
| Titre                                                                             | Année | Album               |
| --------------------------------------------------------------------------------- | ----- | ------------------- |
| Summer Moon (avec Tim Deluxe & Bob Sinclar & Joachim Garraud featuring Ben Onono) | 2005  | Africanism Vol. III |

### Collaborations
| Single                                                                      | Année | Meilleure position | Meilleure position | Meilleure position | Meilleure position | Meilleure position | Meilleure position | Meilleure position | Meilleure position | Meilleure position | Meilleure position | Meilleure position | Certifications                                                                                                | Album                 |
| Single                                                                      | Année | FRA                | ALL                | AUS                | AUT                | BEL (FL)           | BEL (WAL)          | É-U                | P-B                | R-U                | SUÈ                | SUI                | Certifications                                                                                                | Album                 |
| --------------------------------------------------------------------------- | ----- | ------------------ | ------------------ | ------------------ | ------------------ | ------------------ | ------------------ | ------------------ | ------------------ | ------------------ | ------------------ | ------------------ | --- | --------------------- |
| Wavin' Flag (Celebration Mix) (K'Naan featuring Will.i.am & David Guetta)   | 2010  | —                  | —                  | —                  | —                  | —                  | —                  | —                  | —                  | —                  | —                  | —                  | | Troubadour            |
| Commander (Kelly Rowland featuring David Guetta)                            | 2010  | 28                 | 16                 | —                  | 23                 | —                  | —                  | —                  | 9                  | 33                 | 26                 | 46                 | - : Argent - : Or                                                                                             | Here I Am             |
| Club Can't Handle Me (Flo Rida featuring David Guetta)                      | 2010  | 5                  | 4                  | 3                  | 3                  | 5                  | 4                  | 9                  | 1                  | 2                  | 11                 | 3                  | - : 3 × Platine - : Platine - : Or - : Platine - : Platine - : 2 × Platine - : Platine - : Or - : 3 × Platine | Only One Flo (Part 1) |
| Pass at Me (Timbaland featuring Pitbull & David Guetta)                     | 2012  | 100                | —                  | —                  | —                  | —                  | —                  | —                  | 40                 | —                  | —                  | —                  | | Shock Value III       |
| LaserLight (Jessie J featuring David Guetta)                                | 2012  | —                  | —                  | 48                 | —                  | 50                 | —                  | —                  | 5                  | —                  | —                  | —                  | - : Argent | Who You Are           |
| Rest of My Life (Ludacris featuring Usher & David Guetta)                   | 2012  | 152                | 32                 | 16                 | 25                 | —                  | —                  | 72                 | 41                 | —                  | —                  | 42                 | - : Platine - : Or                                                                                            | Ludaversal            |
| Right Now (Rihanna featuring David Guetta)                                  | 2012  | 31                 | 43                 | 39                 | 25                 | 34                 | 37                 | 50                 | 36                 | 54                 | 25                 | 32                 | - : Platine - : Platine - : Or                                                                                | Unapologetic          |
| "—" signifie que le single n'est pas classé dans le pays ou n'est pas sorti |       |                    |                    |                    |                    |                    |                    |                    |                    |                    |                    |                    | |                       |

### Singles promotionnels
| Single                                                                          | Année | Meilleure position | Meilleure position | Meilleure position | Meilleure position | Meilleure position | Meilleure position | Meilleure position | Meilleure position | Album                |
| Single                                                                          | Année | FR                 | ALL                | AUS                | AUT                | É-U                | R-U                | SUÈ                | SUI                | Album                |
| ------------------------------------------------------------------------------- | ----- | ------------------ | ------------------ | ------------------ | ------------------ | ------------------ | ------------------ | ------------------ | ------------------ | -------------------- |
| Time (featuring Chris Willis)                                                   | 2006  | —                  | —                  | —                  | —                  | —                  | —                  | —                  | —                  | Guetta Blaster       |
| Gettin' Over (featuring Chris Willis)                                           | 2009  | —                  | —                  | —                  | —                  | —                  | —                  | —                  | —                  | One Love             |
| I Wanna Go Crazy (featuring Will.i.am)                                          | 2009  | —                  | —                  | —                  | —                  | —                  | 92                 | —                  | —                  | One Love             |
| How Soon Is Now (avec Sebastian Ingrosso & Dirty South featuring Julie McNight) | 2009  | —                  | —                  | —                  | —                  | —                  | —                  | 52                 | —                  | One Love             |
| If We Ever (featuring Miriam Makeba)                                            | 2009  | —                  | —                  | —                  | —                  | —                  | —                  | —                  | —                  | One Love             |
| Missing You (featuring Novel)                                                   | 2010  | 85                 | —                  | —                  | —                  | —                  | —                  | —                  | —                  | One More Love        |
| Lunar (avec Afrojack)                                                           | 2011  | 50                 | 84                 | —                  | 58                 | —                  | 90                 | —                  | —                  | Nothing but the Beat |
| Night of Your Life (featuring Jennifer Hudson)                                  | 2011  | 27                 | 12                 | 37                 | 7                  | 81                 | 35                 | 31                 | 24                 | Nothing but the Beat |
| Crank It Up (featuring Akon)                                                    | 2011  | 64                 | 43                 | 49                 | —                  | —                  | 96                 | —                  |                    | Nothing but the Beat |
| "—" signifie que le single n'est pas classé dans le pays ou n'est pas sorti     |       |                    |                    |                    |                    |                    |                    |                    |                    |                      |

### Autres chansons classées
| Chansons                                                                        | Année | Meilleure positions | Meilleure positions | Meilleure positions | Meilleure positions | Meilleure positions | Meilleure positions | Meilleure positions | Album                |
| Chansons                                                                        | Année | FR                  | ALL                 | BEL (FL)            | BEL (WAL)           | R-U                 | SUÈ                 | SUI                 | Album                |
| ------------------------------------------------------------------------------- | ----- | ------------------- | ------------------- | ------------------- | ------------------- | ------------------- | ------------------- | ------------------- | -------------------- |
| On the Dancefloor (featuring Will.i.am & Apl.de.ap)                             | 2009  | —                   | —                   | 39                  | 24                  | —                   | —                   | —                   | One Love             |
| Sunshine (avec Avicii)                                                          | 2011  | —                   | —                   | —                   | —                   | —                   | 59                  | —                   | Nothing but the Beat |
| Repeat (featuring Jessie J)                                                     | 2011  | —                   | —                   | —                   | —                   | 108                 | —                   | —                   | Nothing but the Beat |
| No Money No Love (avec Showtek featuring Elliphant & Ms. Dynamite)              | 2014  | 159                 | 94                  | —                   | —                   | —                   | —                   | —                   | Listen               |
| Goodbye Friend (featuring The Script)                                           | 2014  | 142                 | 93                  | —                   | —                   | —                   | —                   | —                   | Listen               |
| Lift Me Up (featuring Nico & Vinz & Ladysmith Black Mambazo)                    | 2014  | 157                 | —                   | —                   | —                   | —                   | —                   | —                   | Listen               |
| Listen (featuring John Legend)                                                  | 2014  | 82                  | 85                  | —                   | —                   | —                   | —                   | —                   | Listen               |
| I'll Keep Loving You (featuring Jaymes Young & Birdy)                           | 2014  | 144                 | 96                  | —                   | —                   | —                   | —                   | —                   | Listen               |
| The Whisperer (featuring Sia)                                                   | 2014  | 96                  | —                   | —                   | —                   | —                   | —                   | —                   | Listen               |
| Battle (featuring Faouzia)                                                      | 2018  | —                   | —                   | —                   | —                   | —                   | —                   | 81                  | 7                    |
| "—" signifie que le single ne s'est pas classé dans le pays ou n'est pas sorti. |       |                     |                     |                     |                     |                     |                     |                     |                      |

## Remixes

### Remixes principaux
1990
- Axel Bauer - Metamorphosis (David Guetta Remix)

2002
- Kylie Minogue - Love at First Sight (Dancefloor Killa Remix)
- Cassius featuring Steve Edwards - The Sound of Violence (Dancefloor Killa Remix)

2003
- Geyster - Bye Bye Superman (Dancefloor Killa Remix)
- Saffron Hill featuring Ben Onono - My Love Is Always (David Guetta Dancefloor Killa Vocal Remix)
- Bel Amour - Promise Me (Dancefloor Killa Remix)
- Orchestral Manoeuvres in the Dark - Enola Gay (Dancefloor Killa Remix)

2004
- David Guetta featuring Chris Willis & Moné - Money (Dancefloor Killa Remix)
- David Guetta featuring Chris Willis - Stay (Kiko & Guetta & Garraud Remix)
- David Guetta featuring JD Davis - The World Is Mine (F*** Me I'm Famous Remix)

2005
- Eurythmics - I've Got a Life (David Guetta & Joachim Garraud Remix)
- Africanism All Stars featuring Ben Onono - Summer Moon (F*** Me I'm Famous Remix)
- The Rivera Project featuring Laura Vane - Some Kind Of Heaven (David Guetta & Joachim Garraud F*** Me I'm Famous Remix)
- Culture Club - Miss Me Blind (F*** Me I'm Famous Remix)
- Deep Dish - Flashdance (David Guetta & Joachim Garraud F*** Me I'm Famous Remix)
- Juliet - Avalon (F*** Me I'm Famous Remix)
- Joachim Garraud - Rock The Choice (Joachim Garraud & David Guetta Remix)
- Jan Francisco meets Joseph Armani - Infatuation (F*** Me I'm Famous Remix)
- Moby - Beautiful (David Guetta & Joachim Garraud F*** Me I'm Famous Remix)
- David Guetta featuring JD Davis - In Love with Myself (David Guetta & Joachim Garraud Remix)
- Benny Benassi featuring Naan - Who's Your Daddy? (David Guetta & Joachim Garraud Remix)
- ShinyGrey - You Made A Promise (F*** Me I'm Famous Remix)

2006
- Bob Sinclar featuring Steve Edwards - World, Hold On (Children of the Sky) (David Guetta & Joachim Garraud Remix)
- Steve Bug - At the Moment (David Guetta Remix)
- David Guetta vs. The Egg - Love Don't Let Me Go (Walking Away) (Joachim Garraud & David Guetta's F*** Me I'm Famous Remix)

2007
- Kylie Minogue - Wow (F*** Me I'm Famous Remix)
- David Guetta featuring Cozi - Baby When the Light (David Guetta & Fred Rister Remix)

2008
- Sharam featuring Daniel Bedingfield - The One (David Guetta & Joachim Garraud Remix)

2009
- The Black Eyed Peas - Boom Boom Guetta (David Guetta's Electro Hop Remix)
- The Black Eyed Peas - I Gotta Feeling (David Guetta's FMIF Remix)
- Calvin Harris - Flashback (David Guetta One Love Remix)
- David Guetta featuring Kid Cudi - Memories (F*** Me I'm Famous Remix)
- Madonna featuring Akon - Celebration (David Guetta Remix)
- Madonna featuring Lil Wayne - Revolver (David Guetta One Love Remix)

2010
- Kelis - Acapella (David Guetta Extended Mix)
- Robbie Rivera - Rock the Disco (David Guetta Laptop Remix)
- Kelly Rowland featuring David Guetta - Commander (David Guetta Remix)
- Flo Rida featuring David Guetta - Club Can't Handle Me (David Guetta FMIF Remix)
- David Guetta featuring Rihanna - Who's That Chick? (FMIF Remix)

2011
- Snoop Dogg - Sweat (David Guetta Remix)
- Snoop Dogg - Sweat (David Guetta & Afrojack Dub Mix)

2012
- David Guetta featuring Nicki Minaj - Turn Me On (David Guetta & Laidback Luke Remix)
- David Guetta featuring Chris Brown & Lil Wayne - I Can Only Imagine (David Guetta & Daddy's Groove Remix)
- Daddy's Groove - Turn The Lights Down (David Guetta Re Work)

2013
- Madonna - Liquid Love (David Guetta Remix)
- Armin van Buuren featuring Trevor Guthrie - This Is What It Feels Like (David Guetta Remix)
- Empire of the Sun - Alive (David Guetta Remix)
- Passenger - Let Her Go (David Guetta Remix)

2014
- Avicii featuring Audra Mae - Addicted To You (David Guetta Remix)
- Afrojack featuring Wrabel - Ten Feet Tall (David Guetta Remix)
- David Guetta featuring Sam Martin - Dangerous (David Guetta Banging Remix)

2016
- Fat Joe & Remy Ma featuring French Montana & Infrared - All The Way Up (David Guetta & Glowinthedark Remix)
- Steve Aoki featuring Rich the Kid & ILoveMakonnen - How Else (David Guetta Remix)

2017
- Bruno Mars - Versace on the Floor (David Guetta Remix)
- Charlie Puth - Attention (David Guetta Remix)

2018
- David Guetta & Sia - Flames (David Guetta Remix)
- MC Fioti & Future & J Balvin & Stefflon Don & Juan Magán - Bum Bum Tam Tam (David Guetta Remix)
- David Guetta featuring Anne-Marie - Don't Leave Me Alone (David Guetta Remix)
- Martin Garrix featuring Khalid - Ocean (David Guetta Remix)
- Lenny Kravitz - Low (David Guetta Remix)
- Fred Rister featuring Sam Martin & Chris Willis - I Want A Miracle (David Guetta Remix)
- Calvin Harris & Sam Smith - Promises (David Guetta Remix)
- David Guetta & Black Coffee featuring Delilah Montagu - Drive (David Guetta Remix)

2019
- Bebe Rexha - Last Hurrah (David Guetta Remix)
- Billie Eilish - Bury a Friend (David Guetta & Djs from Mars Remix)
- David Guetta featuring Raye - Stay (Don't Go Away) (David Guetta & R3hab Remix)
- Avicii featuring Chris Martin - Heaven (David Guetta & Morten Remix)
- David Guetta & Martin Solveig - Thing For You (David Guetta Remix)

2020
- David Guetta & Sia - Let's Love (David Guetta & Morten Future Rave Remix)
- Cardi B featuring Megan Thee Stallion - WAP (David Guetta Remix)

2021
- Jason Derulo featuring Adam Levine - Lifestyle (David Guetta Slap House Mix)
- Bad Bunny & Jhay Cortez - Dákiti (David Guetta Remix)
- Joel Corry & Raye & David Guetta - Bed (David Guetta Festival Mix)
- Shouse - Love Tonight (David Guetta Remix)
- Becky Hill & David Guetta - Remember (David Guetta VIP Mix)
- David Guetta & MistaJam & John Newman - If You Really Love Me (How Will I Know) (David Guetta & Morten Future Rave Remix)
- David Guetta featuring Sia - Titanium (David Guetta & Morten Future Rave Remix)
- Farruko - Pepas (David Guetta Remix)
- Oxia - Domino (David Guetta Remix)
- Coldplay & BTS - My Universe (David Guetta Remix)
- David Guetta featuring Bebe Rexha & Ty Dolla $ign & A Boogie wit da Hoodie - Family (David Guetta Downtempo Dance Remix)

2022
- Kodak Black - Super Gremlin (David Guetta Trap House Mix)
- Goya Menor & Nektunez - Ameno Amapiano (You Wanna Bamba) (David Guetta Remix)
- Joel Corry & David Guetta & Bryson Tiller - What Would You Do? (David Guetta Festival Remix)
- Megan Thee Stallion & Dua Lipa - Sweetest Pie (David Guetta Dance / Festival Remix)
- Kavinsky - Cameo (David Guetta Remix)
- David Guetta & Becky Hill & Ella Henderson - Crazy What Love Can Do (David Guetta & James Hype Remix)
- Black Eyed Peas & Shakira & David Guetta - Don't You Worry (David Guetta & Djs from Mars Remix)
- LF System - Afraid to Feel (David Guetta & Dyro Remix)
- Meduza & James Carter featuring Elley Duhé & Fast Boy - Bad Memories (David Guetta Remix)
- Sam Smith & Kim Petras - Unholy (David Guetta Acid Remix)

2023
- Coi Leray - Players (David Guetta Remix)
- Calvin Harris & Ellie Goulding - Miracle (David Guetta Remix)
- Kelly Clarkson - Favorite Kind of High (David Guetta Remix)
- Bebe Rexha - Call On Me (David Guetta Remix)
- Yng Lucas & Peso Pluma - La Bebe (David Guetta Remix)
- Shouse & David Guetta - Live Without Love (David Guetta Remix)
- Will.i.am & Britney Spears - Mind Your Business (David Guetta Remix)
- Bebe Rexha & David Guetta - One in a Million (David Guetta Remix)
- Tony Touch - Apaga La Luz (David Guetta Remix)
- Cassö & Raye & D-Block Europe - Prada (David Guetta & Hypaton Remix)
- Jungkook featuring Latto - Seven (David Guetta Remix)
- Tiësto & Bia & 21 Savage - BOTH (David Guetta & Seth Hills Remix)

2024
- U2 - Atomic City (David Guetta Remix)
- Sophie Ellis-Bextor - Murder on the Dancefloor (David Guetta Remix)
- Shaboozey - A Bar Song (Tipsy) (David Guetta Remix)
- Le Sserafim - Crazy (David Guetta Remix)
- Clean Bandit & Anne-Marie & David Guetta - Cry Baby (David Guetta VIP Mix)
- Akon - Akon's Beautiful Day (David Guetta & Hypaton Remix)

2025
- Dasha - Not At This Party (David Guetta Remix)
- unfazed - A Gira (David Guetta Remix)
- HUNTR/X, EJAE, Audrey Nuna, Rei Ami, KPop Demon Hunters Cast - Golden [David Guetta REM/X (from the Netflix film KPop Demon Hunters)]
- Fatboy Slim - Bus Stop Please (David Guetta & MORTEN Future Rave Remix)
- MK - Dior feat. Chrystal (David Guetta Remix)

### Sous Jack Back
- 2018 : David Guetta featuring Chris Willis - Just a Little More Love (Jack Back 2018 Remix)
- 2019 : David Guetta & Martin Solveig - Thing For You (Jack Back Remix)
- 2019 : Barbatuques - Baianá (Jack Back Remix)
- 2020 : Elephant Heart - Africa (Jack Back Remix)
- 2020 : Joel Corry featuring MNEK - Head & Heart (Jack Back Remix)
- 2024 : Dennis Ferrer - Hey Hey (Jack Back Remix)